# Le Monde des ados
Le Monde des ADOS est un média d'actualité pour les 10-15 ans publié par la société Fleurus presse (groupe Unique Heritage Média). Un hebdomadaire papier paraît chaque mercredi et une plateforme numérique est actualisée chaque jour.

## Histoire
Ce magazine jeunesse d'actualité s'est d'abord appelé L'Hebdo des juniors (créé en 1997, de la fusion un an plus tôt des titres Infos Junior et Télérama Junior). Le 8 janvier 2003, après la prise de contrôle des Publications de la vie catholique, dont Fleurus Presse, par le groupe Le Monde, et à la faveur d'une nouvelle formule, il devient L'Hebdo, le monde des ados,. Le 15 avril 2005, en passant d'hebdomadaire à bimensuel, il prend son nom actuel Le Monde des ados et adopte à cette occasion la typographie gothique du quotidien Le Monde. Sa baseline est  "l'info qu'il te faut".
En 2009, le groupe Le Monde vend sa branche jeunesse, composée de Fleurus presse et de Junior hebdo, à Héros et Patrimoine, une société détenue par Financière de loisirs et par le fonds d'investissement américain Open Gate Capital.
En mai 2015, le groupe de média jeunesse Unique Heritage Media (UHM) fondé par Emmanuel Mounier rachète Fleurus Presse à Financière de Loisirs et au fonds d'investissement OpenGate Capital, et s'installe 2, Villa de Lourcine à Paris 14. Emmanuel Mounier devient directeur des publications.
En janvier 2025, il devient un média 360°, print et numérique, avec un hebdomadaire papier chaque mercredi et une plateforme web actualisée au quotidien. 
Le Monde des ADOS est édité sous licence Le Monde par Unique Heritage Media. 

## Historique des rédacteurs en chef
- Gérard Dhôtel jusqu'en 2010[4]
- Juliette Salin de 2010 à 2018
- Marion Gillot de 2018 à 2022
- Lise Martin depuis 2022.